# Ahmed Belal
Ahmad Farag Mohamed Belal (Árabe: أحمد بلا) (Xarqia, Egito, 4 de agosto de 1980) é um ex-futebolista egípcio que jogou como Atacante.
Defendeu, entre outros, o Al Ahly, o Konyaspor. Ahmed Belal atuou pela Seleção Egípcia desde 2002.

## Títulos
Al Ahly
- Egyptian Premier League: 1999-00, 2004-05, 2007-08